# 蕭璆
蕭璆（1496年—？年），字子鳴，湖广辰州卫軍籍江西廬陵縣人。

## 生平
治《詩經》，行七，由國子生中式正德十四年（1519年）己卯科湖廣鄉試第十九名舉人，年二十八歲中式嘉靖二年（1523年）癸未科會試第二百三十七名，第二甲第一百十五名進士。授吏部稽勲司主事，嘉靖七年（1528年）与刑部主事袁袠主考河南乡试，八月升山东按察司佥事。復除贵州提学佥事。

## 家族
曾祖蕭鏞。祖父蕭致中。父蕭佐，府照磨。前母沈氏；母张氏。具庆下。兄瑞、琰、珏、璋、琨、珂。